# イェール神学校

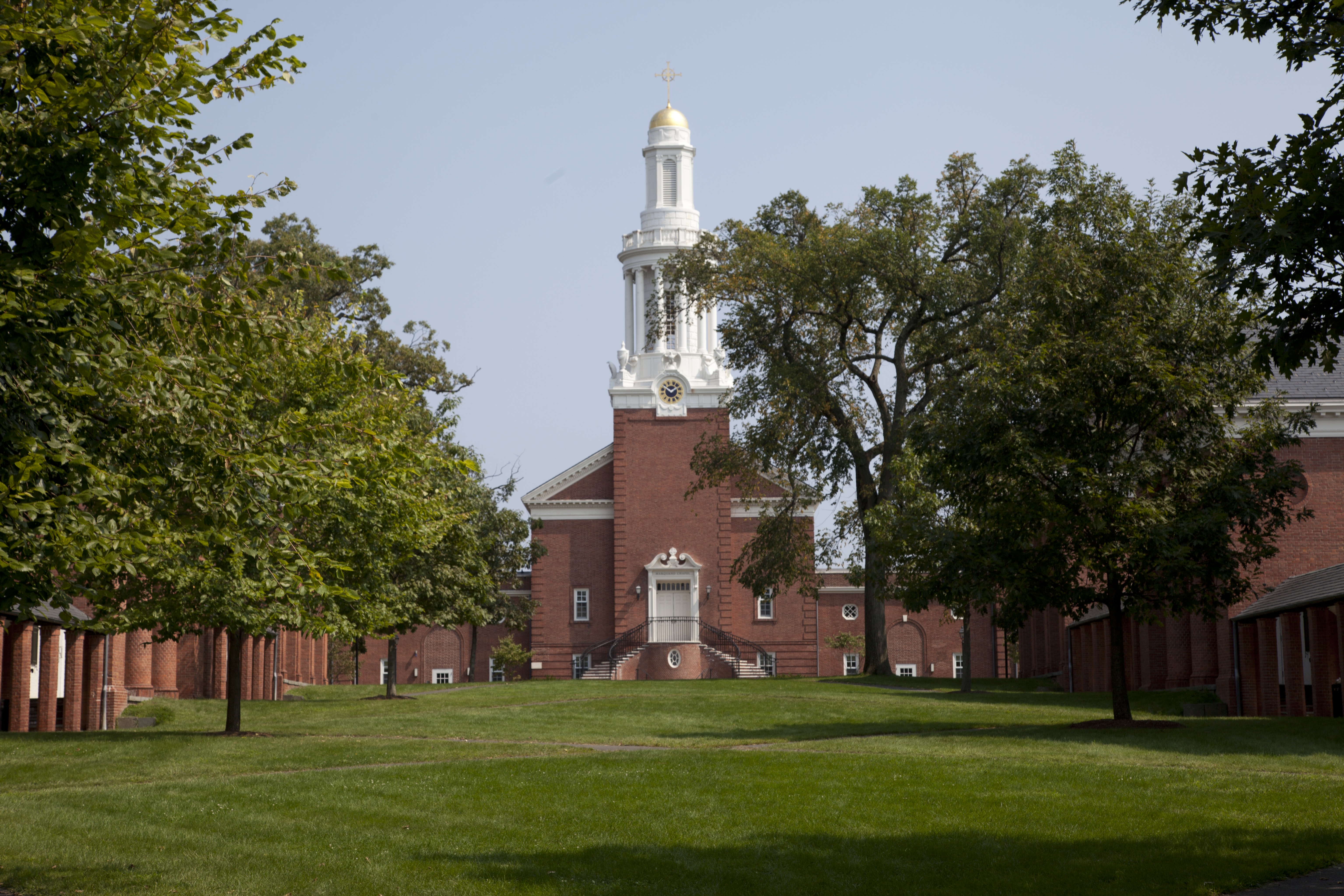
スターリング神学クワドラングル（方形庭）に完成した新建物（2003年完成）

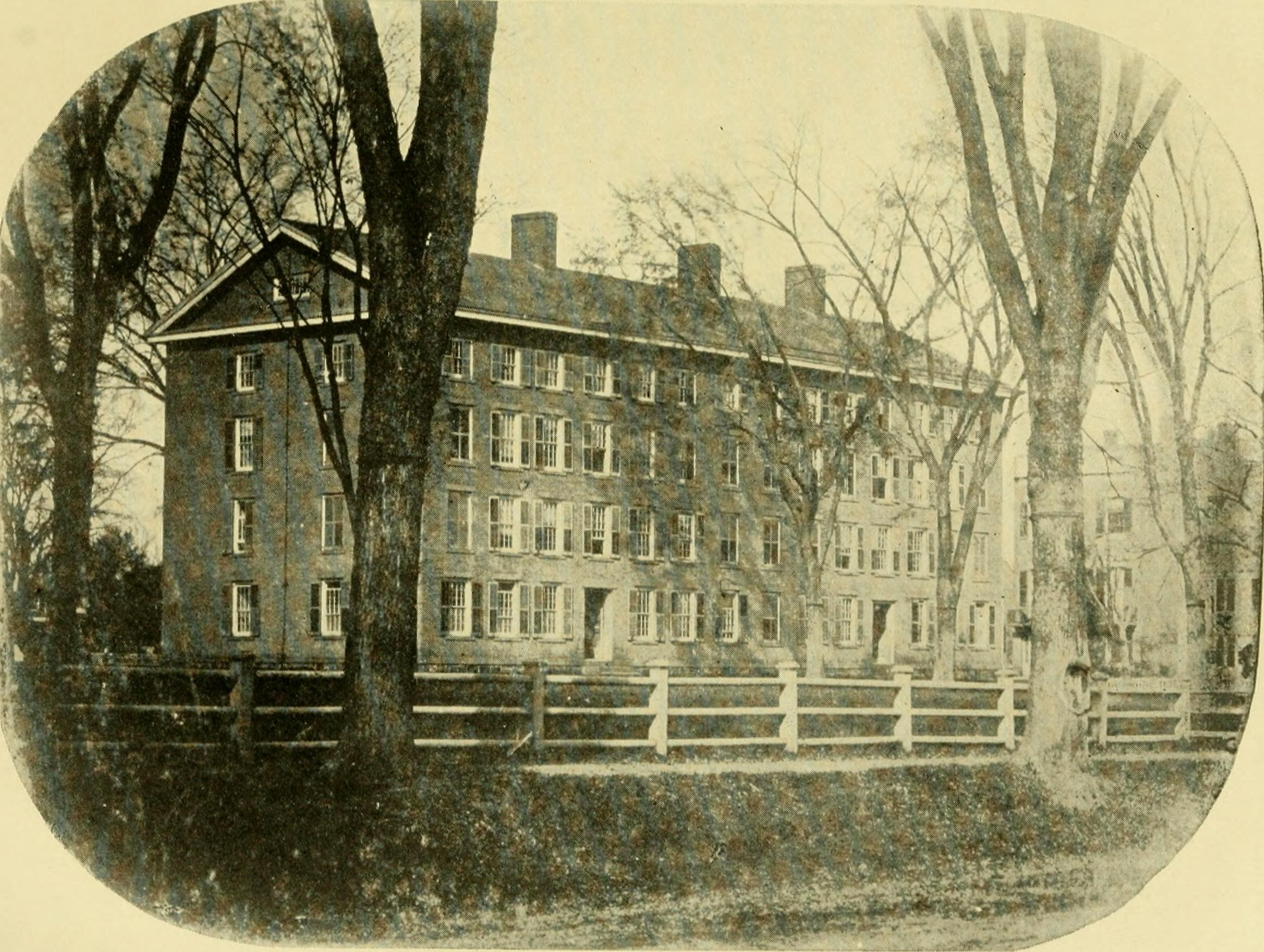
1836年に完成した、旧キャンパスの神学校寮

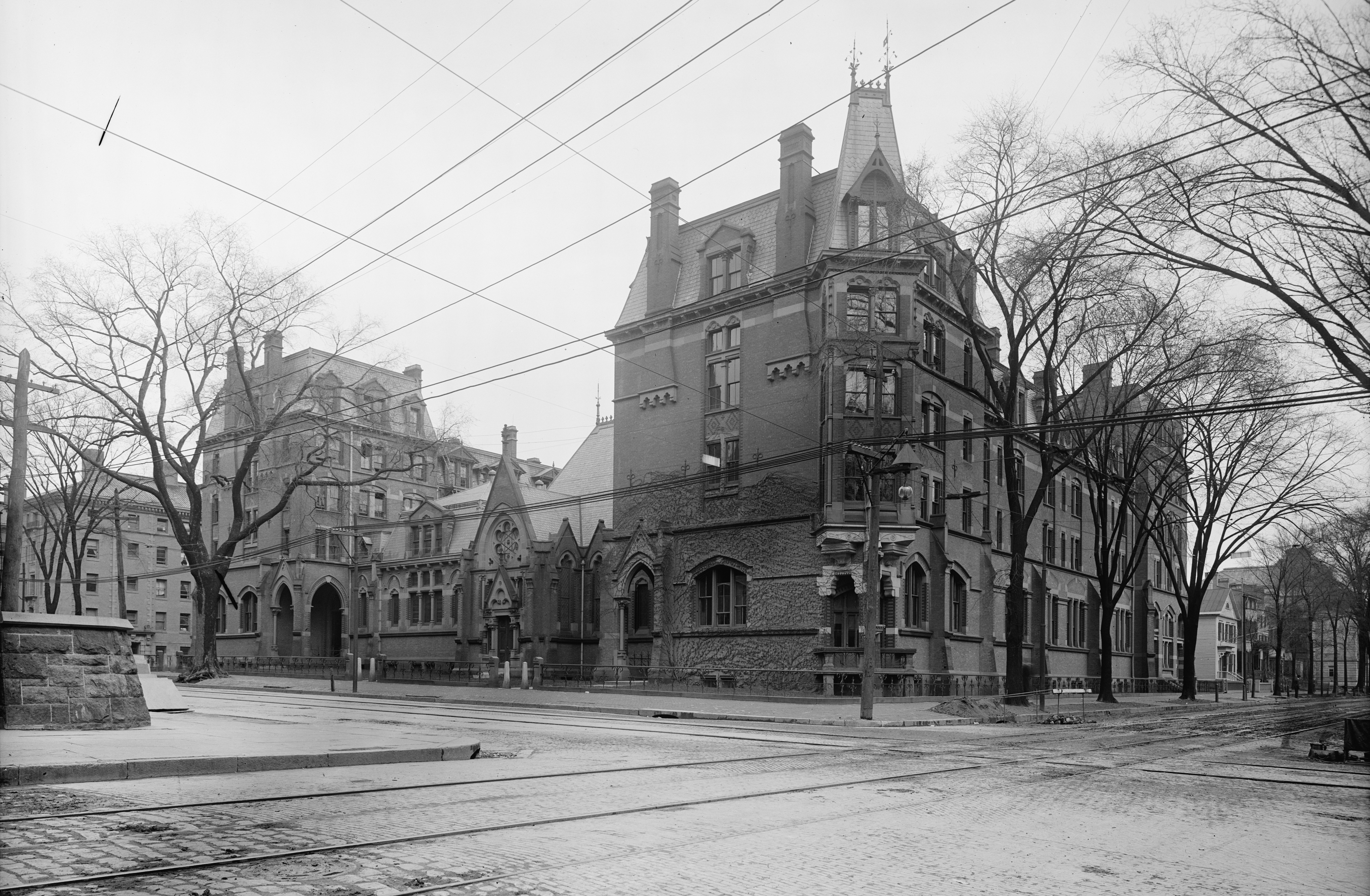
ニューヘイブン・グリーンにあった神学部ホール（1870～1931年）

イェール神学校（イェールしんがっこう、英語: Yale Divinity School）またはエール神学校は、イェール大学の専門職大学院。キリスト教プロテスタントの牧師・宣教師を育てる神学教育・研究機関である。
イェール大学の設立の動機はプロテスタント会衆派神学教育にあり、その後発展した各専門学部はもともとは1822年に設立された神学部にルーツを持っている。1869年以来、神学校として独自のキャンパス、教師陣、学位プログラムを持ち、 19世紀半ばからはよりエキュメニカルな様相を呈してきた。1970年代以来、聖公会のバークレー神学校（Berkeley Divinity School）と提携しており、共同で独立した学位プログラムを提供する教会音楽学校（Sacred Music Institute）も抱えている。 2017年7月には、2年間の正式な移行プロセスが完了し、バプテスト派とキリスト連合教会（アメリカ会衆派教会とドイツ改革派在アメリカ教会の合同教会）のアンドーヴァー・ニュートン神学校が加入した。

## 歴史
神学教育はイェール大学の最も早い時期の学術的目的であった。イェール大学が1701年に設立された時、それはコネチカット植民地の会衆派牧師のための宗教訓練の大学であり、その憲章では「青年は全能の神の祝福を通して、芸術と科学を学び、教会と市民国家の両方で雇用に適した人材を育てる。」と規定されていた。神学教授職は1746年に設立された。
1817年、神学教授職のエレアザール・トムソン・フィッチは、神学のカリキュラムを授与する学生の要求をサポートし、5年後にはイェール大学によってイェール神学校が設立された。同じ動きで、「第二次大覚醒」の神学者ナサニエル・ウィリアム・テイラー（Nathaniel William Taylor）が、最初のドワイト席の神学教授法に指名された。テイラーは神学校設立の「中心人物」と見なされ、1826年に神聖言語学者で辞書編集者のチャウンシー・A・グッドリッチが、1839年にジョサイア・ウィラード・ギブス・シニアが加わった。 1836年に大学の旧キャンパスに神学部専用の学生寮が完成したが、南北戦争が終了してから数年後まで、神学部には常設の教室やオフィスがなかった。
入学者数が大幅に減少した後、神学校は卒業生から新しい学部と施設への資金集めを開始した。神学部ホールは、1869年から1871年の間にグレースホッパー・カレッジ（Grace Hopper College）の現在の場所に建設され、2つの教室、ウィング、礼拝堂ができた。新しいキャンパスの建設の頃、ジェームズ・M・ホッピン、ジョージ・エドワード・デイ、ジョージ・パークフィッシャー、レナード・ベーコンなどの新しい教師陣が到着した。最初の神学士号（B.D.）は1867年に授与され、学部は1869年に独立した神学校になった。当時の神学校は大学キャンパスの北端、プロスペクトヒル（Prospect Hill）の頂上に新しいキャンパスが建設されることになる1929年まで、旧キャンパスの向かいに残った。
同じくニューヘイブンにある米国聖公会のバークレー神学校（Berkeley Divinity School）は、1971年にイェール神学校と提携し、同年に神学士号に代って神学修士号を付与することになった。バークレー神学校は米国聖公会とのつながりを維持し続ける一方、その学生はイェール神学校のメンバーとして認められている。イェール大学のジョナサン・エドワーズ・センターは神学校の部門であり、1720年のイェール大学卒業生で会衆派神学者ジョナサン・エドワーズに関する主要な資料資料の大規模なコレクションを保管している。宗教音楽院（Sacred Music Institute）は、神学校と音楽学部と共同で運営していて、合唱指揮、オルガン演奏、声楽、教会音楽研究、典礼研究、宗教と芸術のプログラムを提供している。
2016年5月、アンドーヴァー・ニュートン神学校のマーティン・コペンヘイバー学長は、アンドーバー・ニュートンが今後2年間でイェール神学校と正式に提携するプロセスを開始すると発表した。2016〜17学年度に、その教職員はニューヘーブンに移住し、支持教団のミニストリー教育に焦点を当てたパイロット・クラスを開始し、アンドーバー・ニュートンはその後2年間はマサチューセッツ州でも活動も続けた。2017年7月に正式な提携が調印され、バークレー神学校との取り決めと同様に、イェール神学校内でアンドーバー・ニュートン神学校がより小さなユニットとして機能するようになった。

## 関係した人々

### 卒業
- ジョナサン・エドワーズ
- 小崎道雄
- マイケル・カリー
- トーマス・ホプキンズ・ギャローデット
- アンブローズ・グリング
- ルーベン・トーレー
- H・リチャード・ニーバー
- ラインホルド・ニーバー
- サミュエル・ホイットモア・ボッグス
- 丸山忠孝

### 在籍
- 片山潜

### 教授
- H・リチャード・ニーバー

## 参照項目
- アンドーヴァー・ニュートン神学校
- バークレー神学校（Berkeley Divinity School）
- ユニオン神学校